# Christopher Church
Christopher Charles Church (4 de outubro de 1940 — 1 de maio de 2001) foi um ciclista britânico que competiu em duas provas nos Jogos Olímpicos de Tóquio 1964, no Japão.